# كريستوفر بيل (باحث)
كريستوفر م. بيل (1974-25 ديسمبر 2009) باحث في دراسات الإعاقة يعمل في مجال فيروس نقص المناعة البشرية/الإيدز والعرق والإثنية. كان رئيس سابق لجمعية دراسات الإعاقة وساهم في المناقشات الوطنية حول الدراسات المتعلقة بالعرق والإثنية والإعاقة. كما نشأت مختاراته المنشورة بعد وفاته " السود والإعاقة: الفحوصات النقدية والتدخلات الثقافية" من انتقاداته المبكرة لدراسات الإعاقة باعتبارها "تخصصًا أبيض" يتجاهل الأبعاد العرقية لدراسة الإعاقة. نُشرت مقالته التي كتبها عام 2006 بعنوان "مقدمة لدراسات الإعاقة البيضاء: اقتراح متواضع" في الطبعة الثانية من مجلة ديسأبليتي ستديز ريدر مما جعله باحثًا بارزًا في دراسات الإعاقة.

## التعليم والخلفية المهنية
من أغسطس 2008 وحتى وقت وفاته كان بيل زميلاً في إيه آر آر تي في مركز السياسة الإنسانية والقانون ودراسات الإعاقة في جامعة سيراكيوز. وفي جامعة تاوسون في ماريلاند من عام 2006 إلى عام 2008 كان بيل محاضر ومستشار في قسم اللغة الإنجليزية، وعضو منتسب في هيئة التدريس في الدراسات الثقافية ودراسات أل جي بي تي وكلية الشرف، ومستشارًا لاتحاد الطلاب المثليين. قبل عام 2006 عاش بيل في بولندا حيث أجرى أبحاثًا حول إمكانية وصول الأشخاص ذوي الإعاقة وتمثيلهم في المتاحف في أوشفيتز وبيركيناو. كما قام بتدريس فصول الدراسات الثقافية في جامعة بيلسكو بياوا وفصول كتابة الأطروحات في كلية وارسو لعلم النفس الاجتماعي.
كُرم بيل كأيقونة جنسية لعام 2009 على موقع عن دوت كوم: الجنسانية. وكان متحدث مدعو بصفة متكررة في جميع أنحاء العالم حول موضوع فيروس نقص المناعة البشرية/الإيدز والعرق والإعاقة. وباعتباره رجلًا أمريكيًا من أصل أفريقي مثليًا مصابًا بفيروس نقص المناعة البشرية شُخص في عام 1997 بدأ بيل في الحديث عن التثقيف بشأن فيروس نقص المناعة البشرية/الإيدز بعد وقت قصير من تشخيصه. أدرج في إعلان الخدمة العامة حول الإيدز المرشح لجائزة إيمي على قناة MTV. وقد اقتبس كخبير في الوقاية من الإيدز/التثقيف بشأنه في مقالة نشرتها مجلة نيويورك تايمز عام 2003 عن الرجال السود المثليين الذين يعيشون في "المستوى الأدنى". في عام 2009 أجريت معه مقابلة لمجلة أتش آي في بلس حول موضوع ما إذا كان انتقال فيروس نقص المناعة البشرية يعد جريمة قتل.
حصل بيل على درجة البكالوريوس في اللغة الإنجليزية من جامعة سنترال ميسوري ودرجة الماجستير في اللغة الإنجليزية مع التركيز على البلاغة من جامعة إلينوي شيكاغو. وكان مرشحًا للدكتوراه في اللغة الإنجليزية بجامعة نوتنغهام ترينت في المملكة المتحدة وتخصص في الدراسات الثقافية واستخدام الخطابة في خطاب الإعاقة حيث كان موضوع أطروحته للدكتوراه هو "مشهد الإيدز الأمريكي".

## منحة كريس بيل التذكارية
أنشأت جمعية دراسات الإعاقة منحة كريس بيل التذكارية بهدف دعم الأشخاص من ذوي البشرة الملونة والأقليات العرقية غير البيضاء الذين يُجرون أبحاثًا علمية في مجال دراسات الإعاقة مع إعطاء الأولوية لمن يتوافق عملهم مع التزام كريس بالتعددية الثقافية وسياسات الهوية والنشاط. ويُشترط في المتقدمين للمنحة أن يكونوا من ذوي الدخل المحدود أو طلابًا أو أشخاصًا دوليين من ذوي البشرة الملونة/من أقلية عرقية غير بيضاء. كما تقدم المنحة أموالًا للفائز كل عام والذي سيقدم عرضًا في المؤتمر السنوي لجمعية دراسات الإعاقة.

## منشورات/عروض كريستوفر م. بيل
- "أنا لست الرجل الذي كنت عليه من قبل: الجنس وفيروس نقص المناعة البشرية والمسؤولية الثقافية" في الجنس والإعاقة المحرران روبرت ماكرور وآنا مولو دورهام كارولاينا الشمالية: مطبعة جامعة ديوك، 2012.
- محرر السواد والإعاقة: فحوصات نقدية وتدخلات ثقافية. (2012). إيست لانسينغ ميشيغان: مطبعة جامعة ولاية ميشيغان.
- مقدم التحالف الوطني للأشخاص ذوي الإعاقة السود. (2008).[11]
- "إدخال دراسات الإعاقة البيضاء: اقتراح متواضع." (2006). قارئ دراسات الإعاقة. الطبعة الثانية المحرر لينارد ج. ديفيس. نيويورك، نيويورك: روتليدج، ص. 275–282.
- "العمل يعني الالتزام: نشاط مكافحة الإيدز وسياسات الهوية في برنامج الدراسات العليا باللغة الإنجليزية." (2002). ورقة بحثية قدمت في مؤتمر الإعاقة المثلية بسان فرانسيسكو كاليفورنيا.[12]
- "مفترق الطرق والحدود: سرديات الاضطهاد المتقاطعة" (2002). المُدير: كريس بيل المتحدثون: هيذر ماكاليستر أماندا تينك. حلقة نقاش في مؤتمر ذوي الإعاقة المثليين سان فرانسيسكو بكاليفورنيا.[13]